# دناتا للسفريات
دناتا للسفريات هي أكبر مزود لخدمات السفر والمنتجات للعملاء من الأفراد والشركات لسوق الشرق الأوسط. يقع مقر الشركة في دبي. إنه قطاع أعمال من دناتا ، وبالتالي فهو جزء من مجموعة الإمارات . ويبلغ معدل مبيعاتها السنوي 500 مليون دولار.
في 27 يونيو 2008 ، قامت دناتا ترافيل سيرفيسز بشراء حصة 20 ٪ في مجموعة هوج روبنسون ومقرها المملكة المتحدة  مما يجعلها أكبر مساهم في تلك الشركة.

## مواقع
يقع مقر دناتا للسياحة في مركز دناتا للطيران في شارع الشيخ زايد، دبي ، الإمارات العربية المتحدة. بصفتها ذراع البيع بالتجزئة لدناتا التي تقدم خدمات ومنتجات السفر، فإن دناتا لخدمات السفر لديها 44 منفذ بيع بالتجزئة منتشرة في دبي.
في يناير 2009 ، أطلقت دناتا لخدمات السفر وأتس أر جي قمر صناعي في كابول ، أفغانستان . وسعت الشركة من الوصول إلى الخارج في منطقة الشرق الأوسط.